# Литрас, Орфеас
Гульелмос Орфеас Литрас (греч. Γουλιέλμος Ορφέας Λύτρας; род. 28 июля 1998, Греция) — греческий футболист, вратарь кипрского клуба «Неа Саламина».

## Клубная карьера
Воспитанник греческих клубов «Паниониос» и «Левадиакос». За клуб из Левадии выступал в юношеской лиге Греции. Первый матч в турнире провёл 10 сентября 2016 года против сверстников из «Панатинаикоса». Литрас пропустил быстрый гол уже на 3-й минуте, а затем два во втором тайме, в результате чего его команда уступила со счётом 2:3. В 2017 году перебрался на Кипр в «Интер» из Лимасола.
В сезоне 2018/19 подписал первый профессиональный контракт с «Неа Саламиной». Дебют в чемпионате Кипра состоялся 7 апреля 2019 года в выездной игре с «Аполлоном». Литрас вышел в стартовом составе, отыграл весь матч и пропустил один гол на 28-й минуте. Встреча завершилась с ничейным счётом 1:1. По итогам сезона на счету голкипера было 4 встречи, в которых он пропустил 11 мячей.

## Статистика выступлений

### Клубная статистика
| Выступление      | Выступление      | Выступление      | Лига | Лига | Кубки | Кубки | Конт.кубки | Конт.кубки | Итого | Итого |
| Клуб             | Лига             | Сезон            | Игры | Голы | Игры  | Голы  | Игры       | Голы       | Игры  | Голы  |
| ---------------- | ---------------- | ---------------- | ---- | ---- | ----- | ----- | ---------- | ---------- | ----- | ----- |
| Неа Саламина     | Дивизион А       | 2018/19          | 4    | 0    | 0     | 0     | —          | —          | 4     | 0     |
| Неа Саламина     | Дивизион А       | 2019/20          | 0    | 0    | 0     | 0     | —          | —          | 0     | 0     |
| Неа Саламина     | Итого            | Итого            | 4    | 0    | 0     | 0     | 0          | 0          | 4     | 0     |
| Всего за карьеру | Всего за карьеру | Всего за карьеру | 4    | 0    | 0     | 0     | 0          | 0          | 4     | 0     |